# Pendant

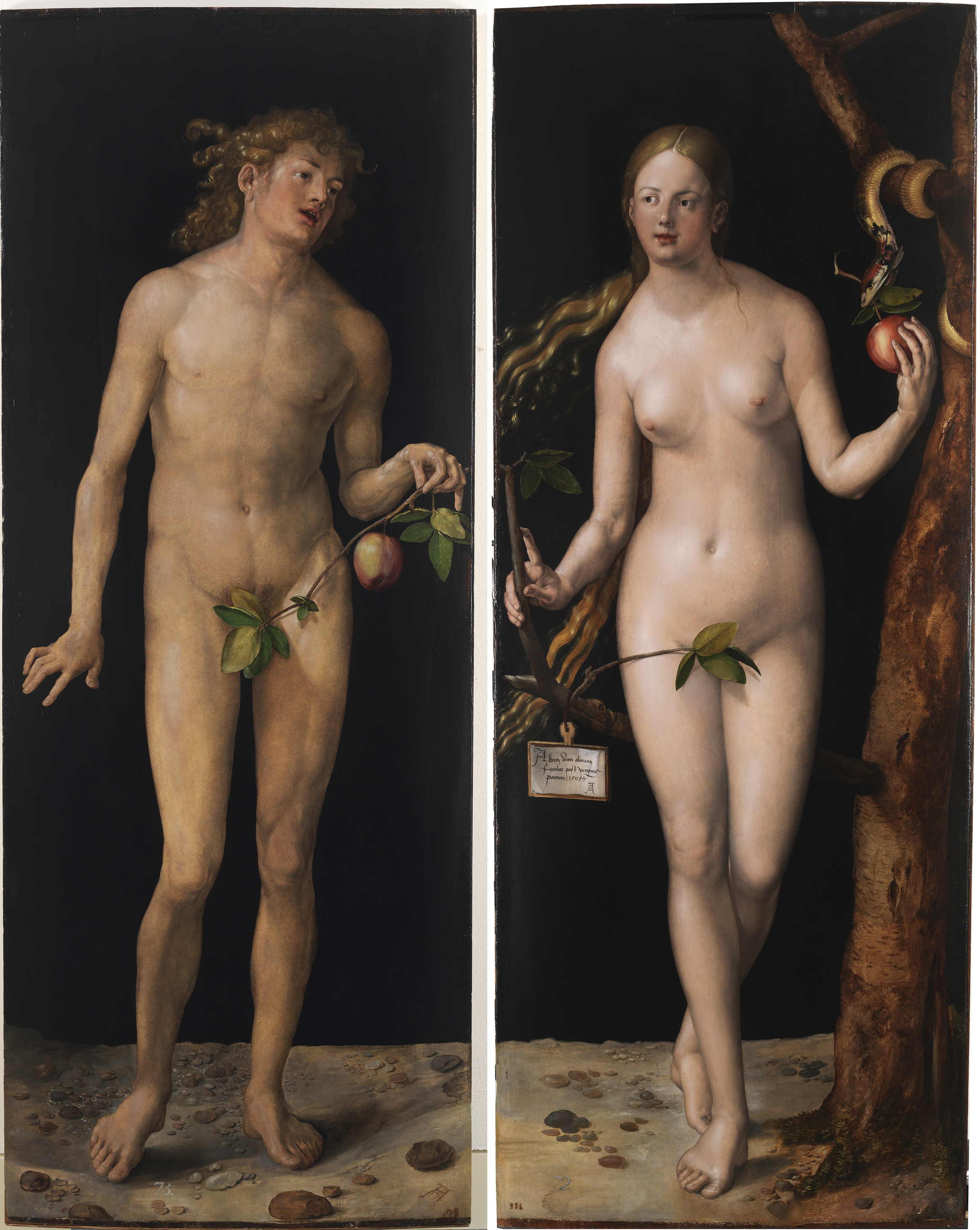
Dürers Diptychon Adam und Eva. Die beiden Bildtafeln sind im Prado als Pendants ausgestellt.

Das Pendant [pɑ̃ˈdɑ̃ː] ist ein (passendes) Gegenstück (bzw. Gegenpart), eine Ergänzung oder Entsprechung zu einem bereits vorhandenen Gegenstand oder einer konformen Person. Das Wort wurde im 18. Jahrhundert aus dem gleichbedeutenden französischen pendant entlehnt. 

## Namenserläuterung und Verwendung in der Kunst
Das französische Wort geht über pendre auf das lateinische pendere (‚hängen‘) zurück, von dem sich auch Pendel ableitet. 
Die Bedeutungsübertragung von „das Hängende“ auf ein Gegenstück soll vom Bild einer Waage herrühren, bei dem ein Gegengewicht einem anderen Gewicht gegenübersteht. Das deutsche Wort Gegenstück wurde ebenfalls im 18. Jahrhundert als Ersatzwort für Pendant geprägt.
Als Pendant (französisch pendant ‚hängend‘) wird in der Kunstgeschichte ein zu einem anderen Kunstwerk passendes Gegenstück bezeichnet.
Die Pendanthängung von Bildern ist in Galerien, Kunstmuseen und privaten Kunstsammlungen sehr beliebt. Pendants können aufgrund eines gemeinsamen Themas, ihrer stilistischen Ähnlichkeit oder ihrer Größe gewählt werden. Pendanthängungen sind gewöhnlich symmetrisch im Raum oder an der Wand angeordnet, wobei ein drittes Objekt in der Mitte zwischen beiden Pendants platziert sein kann.
Als Pendants werden auch Schmuckstücke bezeichnet, die als Anhänger an einer Halskette getragen werden.